# چمن معمولی
چمن معمولی (نام علمی: Poa trivialis) نام یک گونه از سرده چمن‌ها است.

## نگارخانه

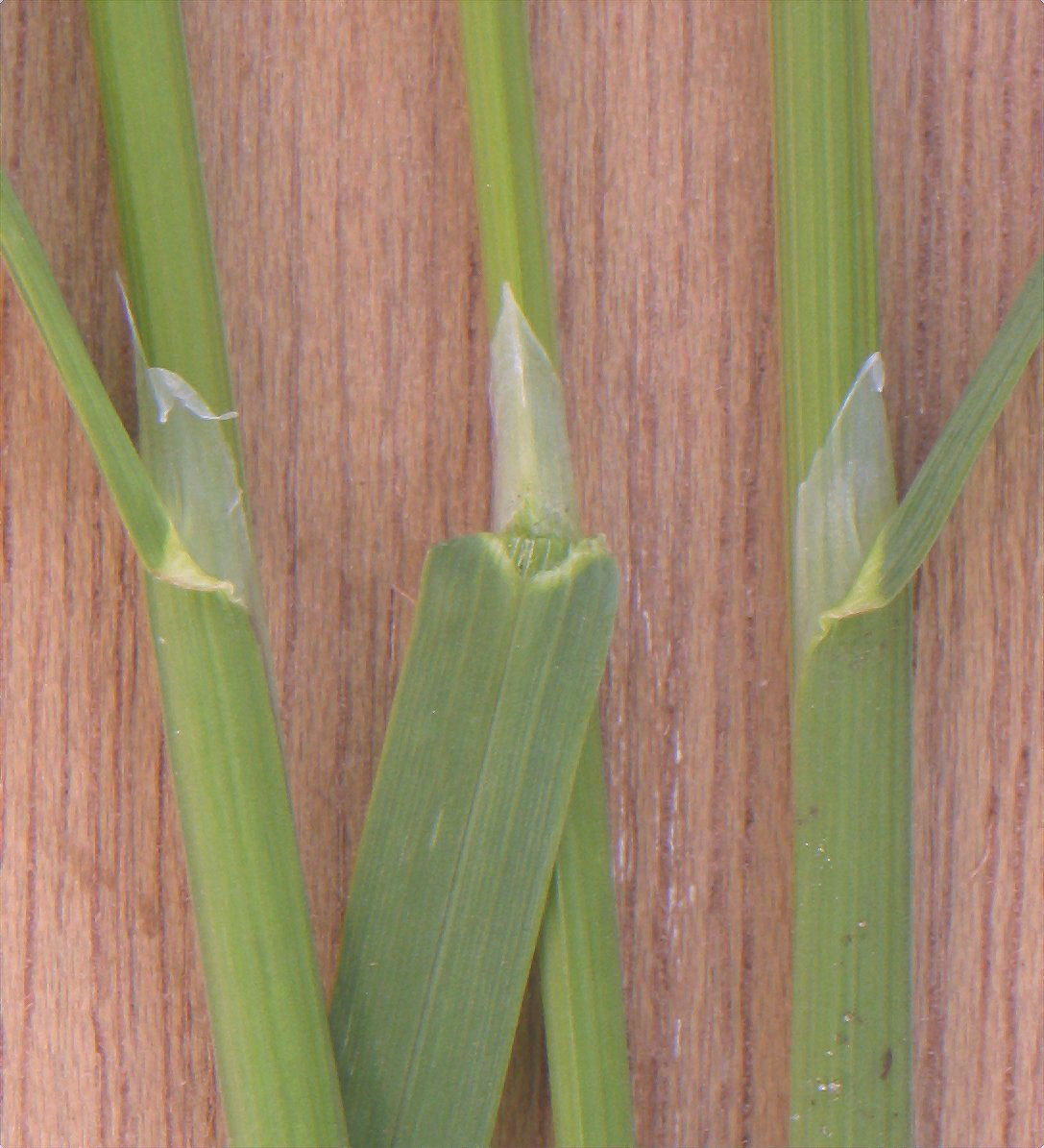
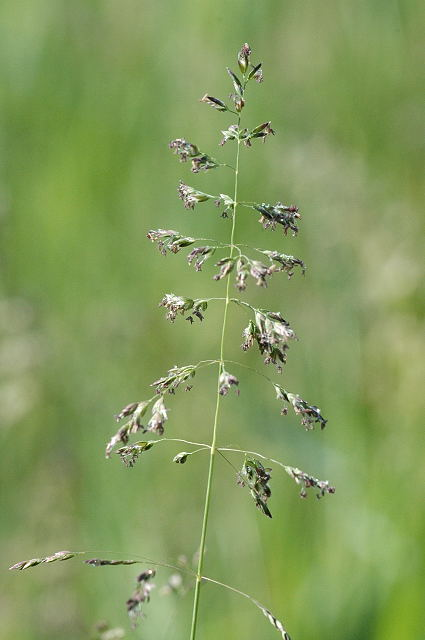